# Acro Sport II
O Acro Sport II é um avião biposto biplano monomotor derivado diretamente do modelo anterior o Acro Sport I, foi desenvolvido pelo entusiasta aviador estadunidense Paul Poberezny na década de 1970 para construção amadora.

## Características
O Acro Sport II é um biplano com envergadura pequena com trem de pouso convencional e é tipicamente construído com cockpit aberto e com carenagem no trem de pouso. Sua estrutura é coberta por lona, a fuselagem e trem de pouso são tubulares em aço, com estruturas das asas em madeira.

## Variantes
- Acro Sport I - versão monoposto do Acro Sport.

## Especificações
Dados de: 1992 Worldwide Homebuilt Aircraft Directory
Descrições gerais
- Tripulação: 1
- Capacidade: 2
- Comprimento: 5,7468 m (19 ft)
- Envergadura: 6,60 m (22 ft)
- Altura: 2,0257 m (6,6 ft)
- Área alar: 14,1 m² (152 ft²)
- Peso vazio: 397 kg (875 lb)
- Peso bruto (carregado): 689 kg (1 520 lb)

Motorização
- Número de motores: 1x
- Tipo do motor: Motor a pistão de quatro cilindros horizontalmente opostos refrigerados a ar
- Fabricante/modelo: Lycoming O-360
- Potência por motor: 180 hp (134 kW)
- Descrição do propulsor/hélice: Hélice de duas pás

Performance
- Velocidade máxima: 245 km/h (152 mph)
- Velocidade de cruzeiro (km/h): 198 km/h (123 mph)
- Velocidade total em Nó: 132 kn (244 km/h)
- Alcance: 692 km (430 mi)
- Razão de subida: 6,1 m/s
- Tecto de serviço: 6 100 m (20 000 ft)
- Carga alar: 49 kg/m²

## Galeria

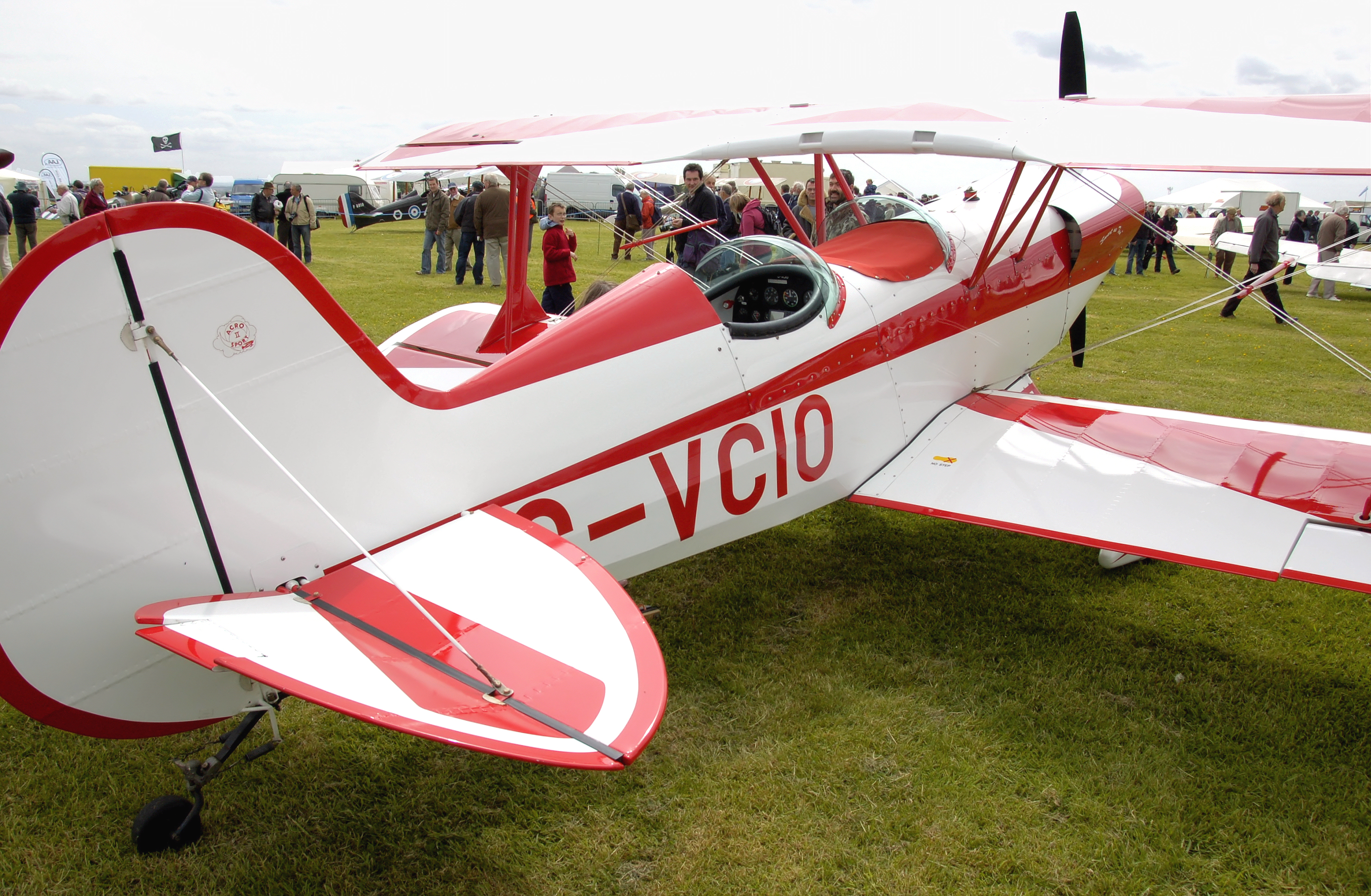
Acro Sport II
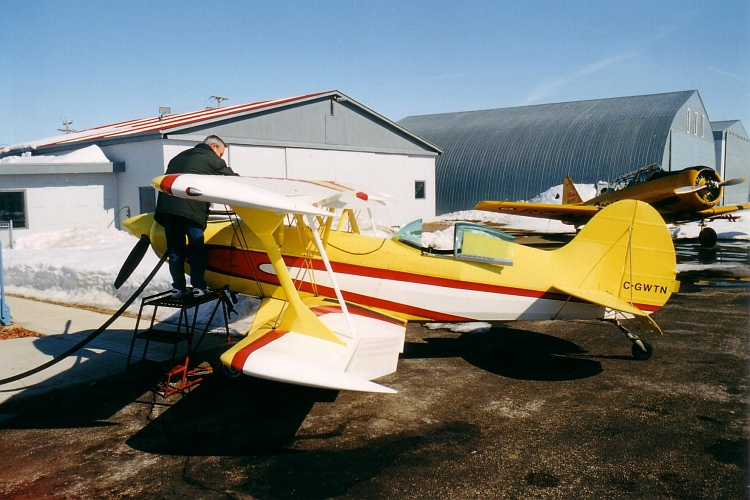
Acro Sport II
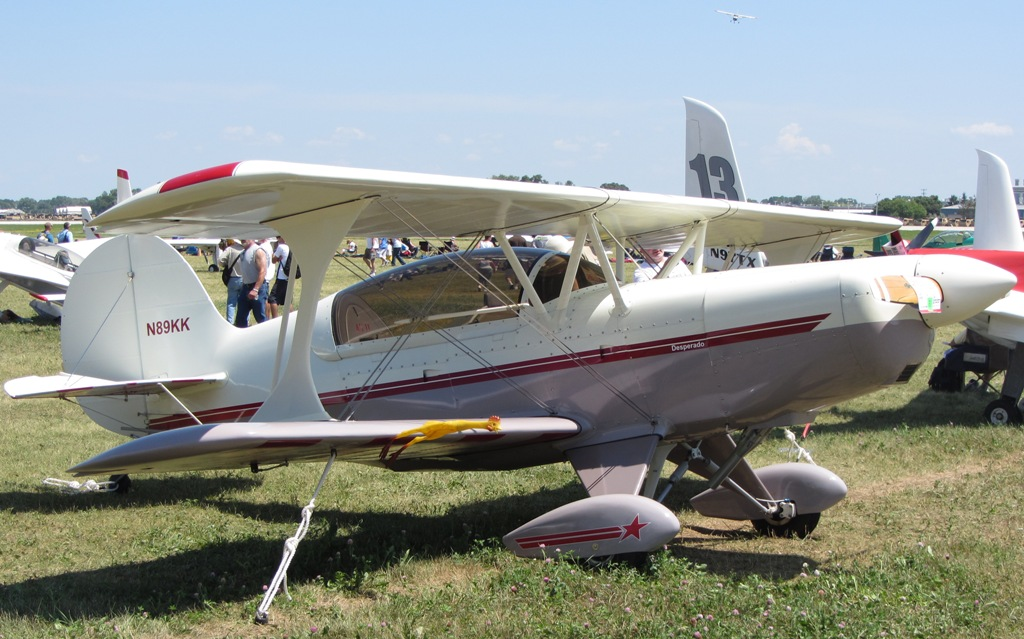
Acro Sport II